# Angelos Charisteas
Angelos Charisteas (født 9. februar 1980) er en græsk tidligere fodboldspiller. Han spillede blandt andet for Aris Saloniki i hjemlandet, tyske Werder Bremen, Schalke 04, FC Nürnberg og Bayer Leverkusen, hollandske AFC Ajax og Feyenoord Rotterdam, AC Arles i Frankrig samt for Panetolikos og Al Nassr.
Charisteas nåede at spille 88 kampe og score 25 mål for Grækenlands landshold, som han debuterede for i 2001. Hans store stjernestund kom ved EM i 2004 i Portugal. Her spillede han en afgørende rolle da grækerne tog titlen, idet han blev matchvinder i 1-0 sejrene mod først Frankrig i kvartfinalen, og siden Portugal i finalen.